# Godsmack
Godsmack (Ґо́дсмек) — американський альтернативний метал-гурт, заснований 1995 року в Ловренсі, Массачусетс.

## Учасники
Теперішні
- Саллі Ерна: спів, ритм-гітара, клавішні, ударні, перкусія, гармоніка (з 1995)
- Тоні Рамбола: гітара, бек-вокал, (з 1997)
- Роббі Меррілл: бас-гітара (з 1996)
- Шенон Леркін: ударні, перкусія (з 2002)
  - Примітка: Ерна грає на барабанах в дебютному альбомі гурту Godsmack, а також періодично під час живих виступів поруч із Леркіном.

Колишні
- Лі Річардс: гітари (1996—1997)
- Джо Д'арко: ударні (1996—1997)
- Томмі Стюарт: ударні (1997—2002)

## Дискографія
- 1998 — Godsmack
- 2000 — Awake
- 2003 — Faceless
- 2006 — IV
- 2010 — The Oracle
- 2014 — 1000 HP
- 2018 — When Legends Rise
- 2023 — Lighting Up The Sky